# Storliden
Storliden är ett naturreservat i Lycksele kommun i Västerbottens län.
Området är naturskyddat sedan 2016 och är 105 hektar stort. Reservatet omfattar de högre delarna av berget Storliden, Reservatet består av lövrik, gammal grannaturskog.